# Пјетра Лигуре
Пјетра Лигуре (итал. Pietra Ligure) је насеље у Италији у округу Савона, региону Лигурија.
Према процени из 2011. у насељу је живело 8478 становника. Насеље се налази на надморској висини од 14 м.

## Становништво
Према резултатима пописа становништва 2011. у општини је живело 8.880 становника.
| 1931. | 1936. | 1951. | 1961. | 1971. | 1981.  | 1991. | 2001. | 2011. |
| ----- | ----- | ----- | ----- | ----- | ------ | ----- | ----- | ----- |
| 5.045 | 3.601 | 4.314 | 5.460 | 8.249 | 10.015 | 9.566 | 8.591 | 8.880 |

## Партнерски градови
- Офенбург